# Amata pfleumeri
Amata pfleumeri är en fjärilsart som beskrevs av Wacquant 1876. Amata pfleumeri ingår i släktet Amata och familjen björnspinnare. Inga underarter finns listade i Catalogue of Life.